# 大兴镇 (合肥市)
大兴镇，是中华人民共和国安徽省合肥市瑶海区下辖的一个乡镇级行政单位。

## 行政区划
大兴镇下辖以下地区：
四岗社区、钟油坊社区、漕冲社区、兴集社区、双圩社区、伏龙社区、东岗社区、钢红社区和钢南社区。